# 王山立
王山立（？年—？年），原名王與仁。山東济南府新城县（今桓台县）人。清初武進士。
王山立出身新城王氏望族，是王之猷之孫，王象春之子，王象、王象晋堂侄。清順治十八年（1661年）辛丑科中式武進士。官至守備。